# Barclaya longifolia
Barclaya longifolia, vrsta močvarne biljke iz porodice lopočevki (Nymphaeaceae) koja raste po tropskim kišnim šumama jugoistočne Azije. Općenito voli obale muljevitih sporih potoka, jezera i malih rijeka.
Drži se i po akvarijima

## Sinonimi
- Barclaya pierreana Thorel ex Gagnep.
- Hydrostemma longifolium (Wall.) Mabb.